# Rörshain
Rörshain ist ein Stadtteil der Stadt Schwalmstadt im nordhessischen Schwalm-Eder-Kreis. Das Dorf liegt oberhalb der Talmündung der Gers an der Landesstraße 3074 und ist aus Richtung Ziegenhain über die Bundesstraße 254 erreichbar. In der Gemarkung des Orts befinden bzw. befanden sich der Ortsteil Wolfhain, die Hardtmühle und die Zeigerichsmühle.

## Geschichte

### Ortsgeschichte
Südlich des Ortes befindet sich mit der Sandgrube bei der „Reutersruh“ eine der bedeutendsten frühgeschichtlichen Ausgrabungsstätten Hessens, wo Adolf Luttropp im Jahr 1938 Funde aus der Eiszeit und der Altsteinzeit entdeckte. Das hier reiche Quarzitvorkommen bot ein unerschöpfliches Materialdepot für Steinwerkzeuge. Einige der hier gefundenen Exponate sind heute im Museum der Schwalm in Ziegenhain ausgestellt.

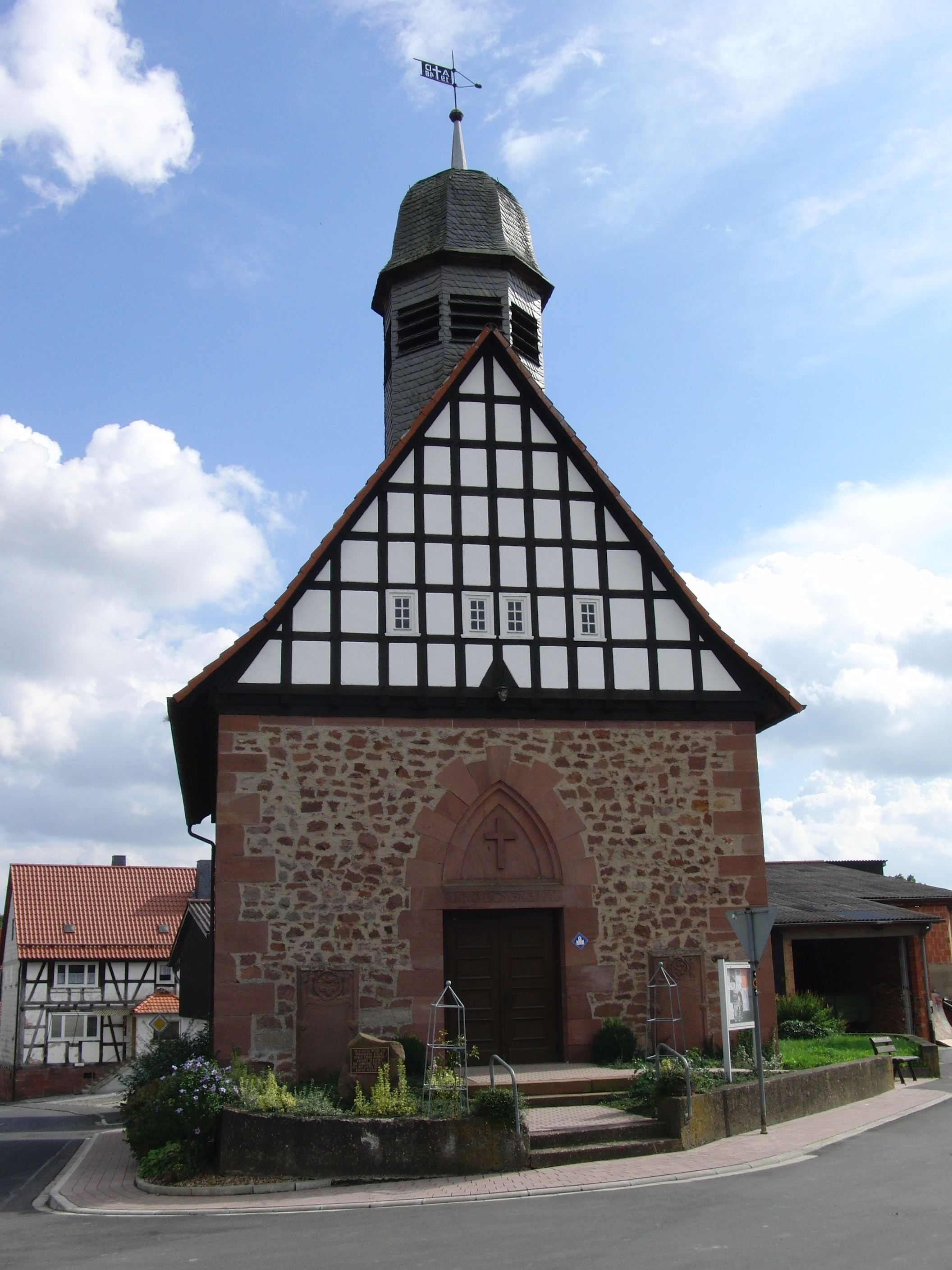
Kirche

Die älteste bekannte schriftliche Erwähnung von Rörshain erfolgte unter dem Namen Reginharteshagen im Jahr 1238 bei einer Übereignung an das Kloster Haina, als Heinrich und Berta von Uttershausen sich auf Lebenszeit ihre Lehen in Rörshain vorbehielten. In späteren Urkunden wurde der Ort mit folgenden Ortsnamen bezeichnet (in Klammern das Jahr der Erwähnung): R(ei)nhardeshagen (1255), Reinhartshan (1269), Reinhartshein (1334), Reynershain (1502), Rershain (1585) und Röhrshayn (1747). Im Jahre 1260 übereigneten die von Uttershausen Haina den Zehnten zu Rörshain. Heinrich von Uttershausen bestätigte 1278, dass das Kloster Haina seine Güter rechtens gekauft habe und leistete Verzicht. Im 16. Jahrhundert bestanden zwei Mühlen, drei kleinere und drei größere Höfe.
1639, im Dreißigjährigen Krieg, lebte noch ein „Hausgesessener“ im Ort. 1681 gab es wieder sieben Hausgesesse in Rörshain. Ein Müller, ein Maurer, ein Leineweber, zwei Lohnschäfer, ein Schneider und drei Tagelöhner lebten 1782 in Rörshain.
Der 1928/29 aufgelöste Gutsbezirks Forst Frielendorf wurde zum Teil zu Rörshain eingemeindet.
Um 1940 entstand nordwestlich des Dorfes ein Militärflugplatz. Ein Bruchsteinbau mit Fachwerkobergeschoss, das Eingangsgebäude des ehemaligen Flugplatzes, ist heute noch in der Wolfskaute erhalten. Am 24. März 1945 wurde der Flugplatz von der US Air Force bombardiert, wobei auch im engeren Ortsbereich von Rörshain 13 Bomben einschlugen und dort sechs Menschen starben; auch die im 13. Jahrhundert erbaute Kirche wurde zerstört.
Hessische Gebietsreform (1970–1977)
Zum 1. April 1972 wurde Rörshain im Zuge der Gebietsreform in Hessen auf freiwilliger Basis ein Stadtteil von Schwalmstadt. Für die ehemals eigenständigen Städte und Gemeinden von Schwalmstadt wurde je ein Ortsbezirk mit Ortsbeirat und Ortsvorsteher nach der Hessischen Gemeindeordnung gebildet.

### Verwaltungsgeschichte im Überblick
Die folgende Liste zeigt die Staaten und Verwaltungseinheiten, denen Rörshain angehört(e):
- vor 1450: Heiliges Römisches Reich, Grafschaft Ziegenhain (Gericht auf den Wasen)
- ab 1450: Heiliges Römisches Reich, Landgrafschaft Hessen, Amt Ziegenhain
- ab 1567: Heiliges Römisches Reich, Landgrafschaft Hessen-Kassel, Amt Ziegenhain[11]
- 1623–1636: Heiliges Römisches Reich, Landgrafschaft Hessen-Darmstadt (Pfandschaft), Amt Ziegenhain
- ab 1806: Landgrafschaft Hessen-Kassel,[Anm. 2] Grafschaft Ziegenhain, Amt Ziegenhain
- 1807–1813: Königreich Westphalen,[Anm. 3] Departement der Werra, Distrikt Hersfeld, Kanton Ziegenhain
- ab 1814: Kurfürstentum Hessen,[Anm. 4] Grafschaft Ziegenhain, Amt Ziegenhain[12]
- ab 1821/22: Kurfürstentum Hessen, Provinz Oberhessen, Kreis Ziegenhain[13][Anm. 5]
- ab 1848: Kurfürstentum Hessen, Bezirk Fritzlar
- ab 1851: Kurfürstentum Hessen, Provinz Oberhessen, Kreis Ziegenhain
- ab 1867: Königreich Preußen,[Anm. 6] Provinz Hessen-Nassau, Regierungsbezirk Kassel, Kreis Ziegenhain
- ab 1871: Deutsches Reich,  Königreich Preußen, Provinz Hessen-Nassau, Regierungsbezirk Kassel, Kreis Ziegenhain
- ab 1918: Deutsches Reich (Weimarer Republik), Freistaat Preußen, Provinz Hessen-Nassau, Regierungsbezirk Kassel, Kreis Ziegenhain
- ab 1944: Deutsches Reich, Freistaat Preußen, Provinz Kurhessen, Landkreis Ziegenhain
- ab 1945: Amerikanische Besatzungszone,[Anm. 7] Groß-Hessen, Regierungsbezirk Kassel, Landkreis Ziegenhain
- ab 1946: Amerikanische Besatzungszone, Hessen, Regierungsbezirk Kassel, Landkreis Ziegenhain
- ab 1949: Bundesrepublik Deutschland, Hessen, Regierungsbezirk Kassel, Landkreis Ziegenhain
- ab 1972: Bundesrepublik Deutschland, Hessen, Regierungsbezirk Kassel, Landkreis Ziegenhain, Stadt Schwalmstadt[Anm. 8]
- ab 1974: Bundesrepublik Deutschland, Hessen, Regierungsbezirk Kassel, Schwalm-Eder-Kreis, Stadt Schwalmstadt

### Mühlen
Ursprünglich befanden sich zwei Mühlen, die Hardtmühle und die Zeigerichsmühle, im Talgrund der Gers. Die 1799 erbaute Zeigerichsmühle befindet sich seit 1986 im Freilichtmuseum Hessenpark in Neu-Anspach im Hochtaunuskreis. Durch diese Umsetzung konnte die zwischenzeitlich stark baufällig gewordene Mühle als Baudenkmal erhalten werden. Das Haus wird heute als Hessische Uhrmacherschule genutzt.

## Bevölkerung

### Einwohnerstruktur 2011
Nach den Erhebungen des Zensus 2011 lebten am Stichtag, dem 9. Mai 2011, in Rörshain 255 Einwohner. Darunter waren keine Ausländer.
Nach dem Lebensalter waren 39 Einwohner unter 18 Jahren, 99 zwischen 18 und 49, 63 zwischen 50 und 64 und 57 Einwohner waren älter. Die Einwohner lebten in 105 Haushalten. Davon waren 27 Singlehaushalte, 33 Paare ohne Kinder und 39 Paare mit Kindern, sowie 6 Alleinerziehende und keine Wohngemeinschaften. In 24 Haushalten lebten ausschließlich Senioren und in 63 Haushaltungen lebten keine Senioren.

### Einwohnerentwicklung
| Quelle: Historisches Ortslexikon |                              |
| • 1502:                          | 9 Männer.                    |
| • 1585:                          | 13 Hausgesesse               |
| • 1681:                          | 7 Hausgesesse.               |
| • 1782:                          | 14 Wohnhäuser, 91 Einwohner. |

| Rörshain: Einwohnerzahlen von 1782 bis 2024 | Rörshain: Einwohnerzahlen von 1782 bis 2024 | Rörshain: Einwohnerzahlen von 1782 bis 2024 | Rörshain: Einwohnerzahlen von 1782 bis 2024 | Rörshain: Einwohnerzahlen von 1782 bis 2024 |
| --- | ------------------------------------------- | ------------------------------------------- | ------------------------------------------- | ------------------------------------------- |
| Jahr |                                             |                                             |                                             | Einwohner                                   |
| 1782 | 1782                                        |                                             | 91                                          | 91                                          |
| 1800 | 1800                                        |                                             | ?                                           | ?                                           |
| 1834 | 1834                                        |                                             | 162                                         | 162                                         |
| 1840 | 1840                                        |                                             | 172                                         | 172                                         |
| 1846 | 1846                                        |                                             | 188                                         | 188                                         |
| 1852 | 1852                                        |                                             | 171                                         | 171                                         |
| 1858 | 1858                                        |                                             | 156                                         | 156                                         |
| 1864 | 1864                                        |                                             | 152                                         | 152                                         |
| 1871 | 1871                                        |                                             | 162                                         | 162                                         |
| 1875 | 1875                                        |                                             | 170                                         | 170                                         |
| 1885 | 1885                                        |                                             | 193                                         | 193                                         |
| 1895 | 1895                                        |                                             | 178                                         | 178                                         |
| 1905 | 1905                                        |                                             | 194                                         | 194                                         |
| 1910 | 1910                                        |                                             | 195                                         | 195                                         |
| 1925 | 1925                                        |                                             | 212                                         | 212                                         |
| 1939 | 1939                                        |                                             | 195                                         | 195                                         |
| 1946 | 1946                                        |                                             | 316                                         | 316                                         |
| 1950 | 1950                                        |                                             | 291                                         | 291                                         |
| 1956 | 1956                                        |                                             | 297                                         | 297                                         |
| 1961 | 1961                                        |                                             | 286                                         | 286                                         |
| 1967 | 1967                                        |                                             | 259                                         | 259                                         |
| 1980 | 1980                                        |                                             | ?                                           | ?                                           |
| 1990 | 1990                                        |                                             | ?                                           | ?                                           |
| 2000 | 2000                                        |                                             | ?                                           | ?                                           |
| 2011 | 2011                                        |                                             | 255                                         | 255                                         |
| 2016 | 2016                                        |                                             | 253                                         | 253                                         |
| 2021 | 2021                                        |                                             | 249                                         | 249                                         |
| 2024 | 2024                                        |                                             | 269                                         | 269                                         |
| Datenquelle: Historisches Gemeindeverzeichnis für Hessen: Die Bevölkerung der Gemeinden 1834 bis 1967. Wiesbaden: Hessisches Statistisches Landesamt, 1968. Weitere Quellen: LAGIS; Stadt Schwalmstadt; Zensus 2011 |                                             |                                             |                                             |                                             |

### Historische Erwerbstätigkeit
| Quelle: Historisches Ortslexikon | |
| • 1782:                          | ein Müller, ein Maurer, ein Leineweber, zwei Lohnschäfer, ein Schneider, drei Tagelöhner.                                         |
| • 1838:                          | Familien: 11 Ackerbau, 4 Gewerbe, 9 Tagelöhner.                                                                                   |
| • 1961:                          | Erwerbspersonen: 86 Land- und Forstwirtschaft, 53 produzierendes Gewerbe, 16 Handel und Verkehr, 3 Dienstleistungen und Sonstiges |

### Historische Religionszugehörigkeit
| Quelle: Historisches Ortslexikon |                                                                   |
| • 1861:                          | 153 evangelisch-reformierte Einwohner                             |
| • 1885:                          | 193 evangelische (= 100 %) Einwohner                              |
| • 1961:                          | 262 evangelische (= 91,61 %), 24 katholische (= 8,39 %) Einwohner |

## Politik
Für Rörshain besteht ein Ortsbezirk (Gebiete der ehemaligen Gemeinde Rörshain) mit Ortsbeirat und Ortsvorsteher nach der Hessischen Gemeindeordnung.
Der Ortsbeirat besteht aus fünf Mitgliedern. Alle Kandidaten gehörten der SPD an. Der Ortsbeirat wählte Helmut Böhm zum Ortsvorsteher.

## Kultur und Sehenswürdigkeiten
Die heutige Kirche wurde in den Jahren 1948 bis 1951 neu erbaut. Die aus dem 13. Jahrhundert stammende romanische Kirche fiel am 24. März 1945 einem Bombardement des nahegelegenen ehemaligen Militärflugplatzes zum Opfer.
Für die Kulturdenkmäler des Ortes siehe Liste der Kulturdenkmäler in Rörshain.